# Quijote Arena
El Quijote Arena es el pabellón donde disputaba sus partidos el Balonmano Ciudad Real sustituyendo al antiguo pabellón de la ciudad Puerta de Santa María. Su capacidad es de 5.863 espectadores. Fue inaugurado en el año 2003 en un acto en el que estuvo presente el entonces presidente de Castilla-La Mancha José Bono. El pabellón está situado en la Avenida de Puertollano s/n, Ciudad Real, España.
El pabellón está construido sobre una parcela de 21.000 m², propiedad del ayuntamiento de Ciudad Real, que fue cedida al club.
El Quijote Arena cuenta con una cancha principal con márgenes de 3.00 m, de dimensiones 46,00 x 26,00 m, con pavimento especial de madera de haya prensada de 22 mm de grueso, sobre una manta elástica de 10 mm de grueso.
Se prevé que el pabellón se ampliará en un futuro a 7500 espectadores. La celebración del Campeonato Mundial de Balonmano Masculino de 2013 no contó con esta instalación por motivos organizativos o económicos.

## Uso actual
En la actualidad los equipos ``Bm Caserío Ciudad Real y ``Balonmano Alarcos Ciudad Real ejercen la localía en estas instalaciones.
El Balonmano.caserio jugará a partir de la temporada 2025/26 en liga Asobal. El Balonmano Alarcos juega en 1ª Nacional

## Instalaciones
Entre otras instalaciones, el pabellón posee tres bares, tiendas de materiales y souvenirs, 15 palcos, un palco principal, zonas vip, sala de prensa, puestos para cámaras de TV, zona bufet y aseos y asientos para minusválidos.
En cuanto a instalaciones deportivas cuenta con grandes vestuarios, gimnasio, sala de musculación, sala de vídeo y despacho de entrenadores.

## Eventos celebrados
- Copa ASOBAL de balonmano 2003-2004
- XXX Torneo internacional de España de balonmano 2005
- Supercopa de Europa de Balonmano 2004-2005
- XXXIII Torneo internacional de España de balonmano 2008
- Mitin José Luis Rodríguez Zapatero Elecciones generales 2008
- Mundial Fútbol Sala Femenino 2013. Sede Grupo B y Final.
- 1.ª Estatal Masculina, Segunda fase, Grupo I (SOMOS EIBAR ESKUBALOIA, BM. ALARCOS CIUDAD REAl, BM. LA ROCA y CALVO XIRIA) 2013-2014
- Torneo Escandibérico de balonmano juvenil femenino 2014 (España, Noruega, Suecia y Portugal)
- Copa de España de Fútbol Sala 2015
- Copa de España de Fútbol Sala 2017